# Loubaut
 Loubaut  es una población y comuna francesa, en la región de Mediodía-Pirineos, departamento de Ariège, en el distrito de Pamiers y cantón de Le Mas-d'Azil.

## Demografía
| 28 | 30 | 12 | 19 | 31 | 21 |
| Para los censos de 1962 a 1999 la población legal corresponde a la población sin duplicidades (Fuente: INSEE [Consultar]) |    |    |    |    |    |